# Colletes eulophi
Colletes eulophi là một loài Hymenoptera trong họ Colletidae. Loài này được Robertson mô tả khoa học năm 1891.